# پتروس ون شندل
پتروس ون شندل (به هلندی:Petrus van Schendel)(۱۸۰۶-۱۸۷۰) نقاش هلندی-بلژیکی به سبک نقاشی رمانتیک بود که در صحنه های شبانه که با لامپ یا شمع روشن می شدند مهارت داشت. این سبب شد که او با عنوان "مسیو چندل" شناخته شود.

## زندگینامه
به توصیه یکی از دوستان خانوادگی که یک افسر بازنشسته ارتش بود، پدرش او را برای تحصیل در آکادمی سلطنتی هنرهای زیبا در آنتورپ فرستاد. او از سال ۱۸۲۲تا ۱۸۲۸در آنجا نزد نقاش تاریخ ماتیوس ایگناتیوس ون بری تحصیل کرد و پس از فارغ‌التحصیلی، مدال طلایی نقاشی چشم‌انداز را دریافت کرد. او نام خود را به عنوان یک نقاش پرتره بر سر زبان ها انداخت و بعدها به بردا (۱۸۲۹-۱۸۲۸)، آمستردام (۱۸۳۲-۱۸۳۰)، روتردام (۱۸۳۸-۱۸۳۲) و لاهه (۱۸۴۵-۱۸۳۸) نقل مکان کرد. او به طور منظم در نمایشگاه Masters of Life و در «سالن های سه گانه» در آنتورپ، بروکسل و گنت شرکت می کرد. در سال 1824، او عضو آکادمی سلطنتی هنرهای زیبا در آمستردام بود.در سال ۱۸۴۵برای همیشه در بروکسل اقامت گزید. استودیوی او به یک منطقه پر نور که در واقع در آن نقاشی می کرد و یک منطقه کم نور که در آن مدل های خود را به نمایش می گذاشت تقسیم شده بود. او در اواخر دهه ۱۸۴۰ در نمایشگاه های پاریس و لندن مدال های زیادی کسب کرد. برخی از آثار او توسط شاه لئوپولد اول خریداری شدند و او همچنین مجموعه ای از کتاب ها را در زمینه ژرفانمایی و حالت چهره منتشر کرد.
او علاوه بر هنر، به مکانیک موتورهای بخار نیز علاقه داشت و در سال ۱۸۴۱ دستگاهی برای بهبود تیغه کشتی‌های بخار اختراع کرد.او سه بار ازدواج کرد و پانزده فرزند داشت. سیزده فرزند از همسر اولش، الیزابت، که در سال ۱۸۵۰درگذشت

## نگارخانه

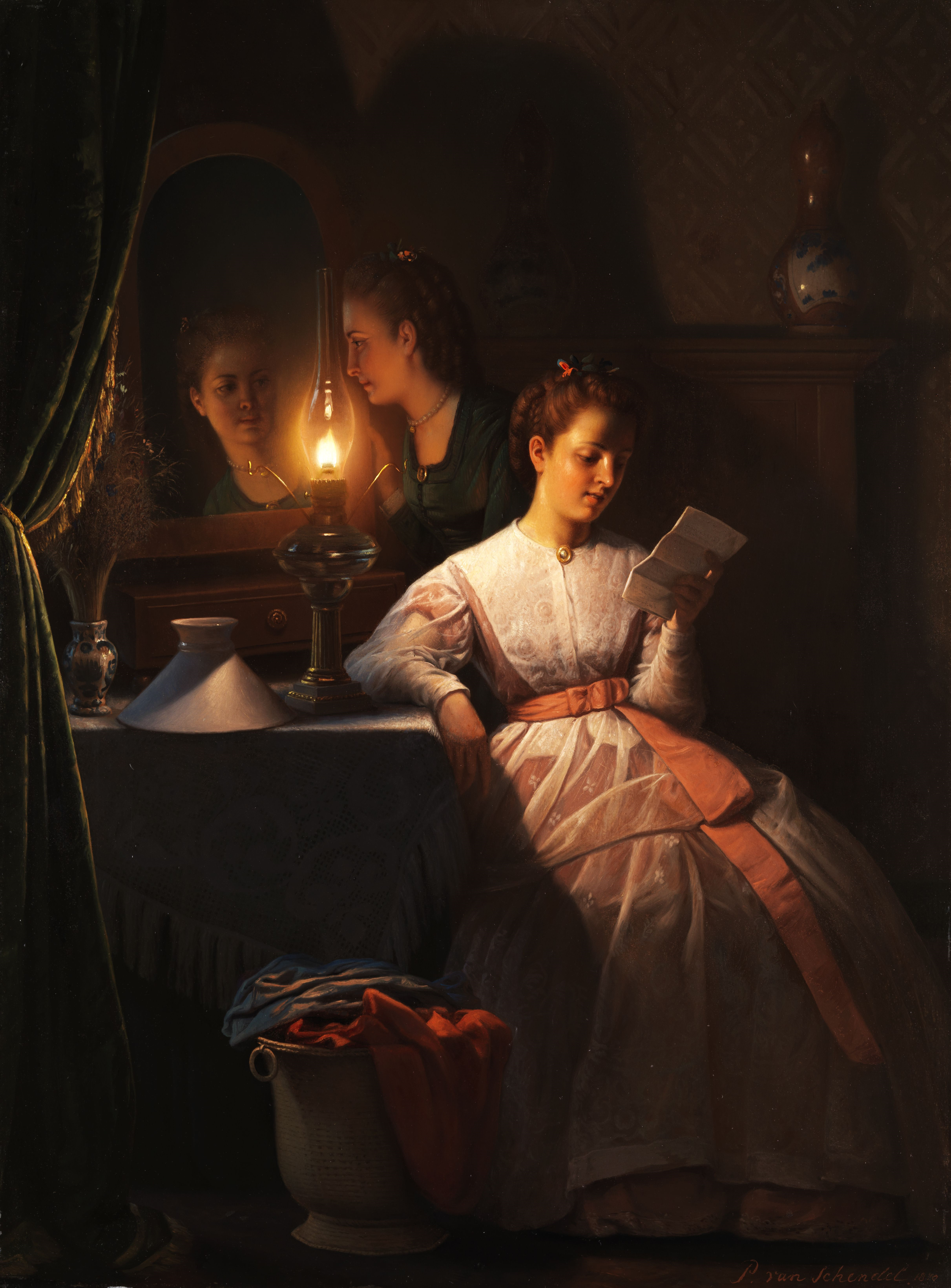
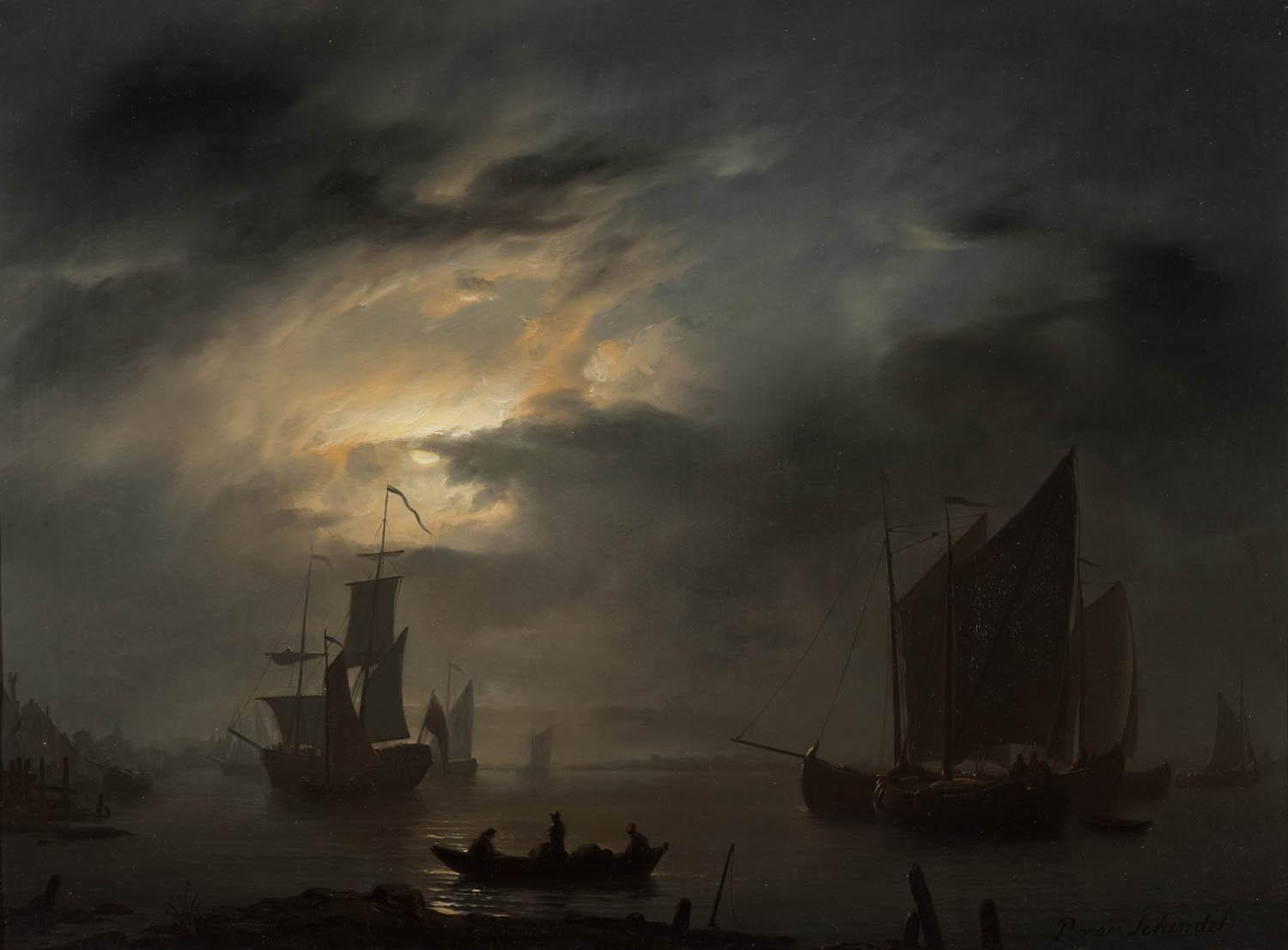
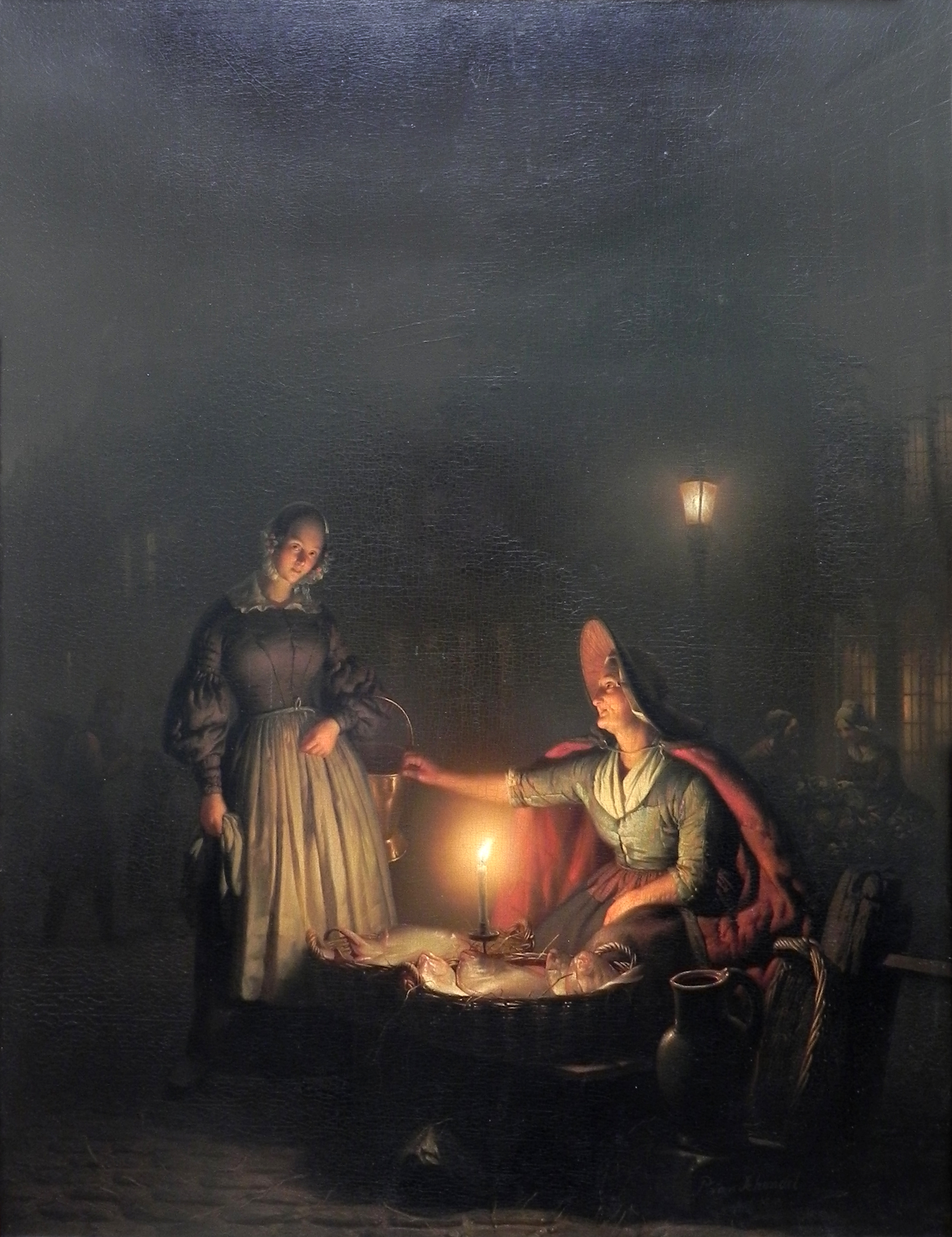
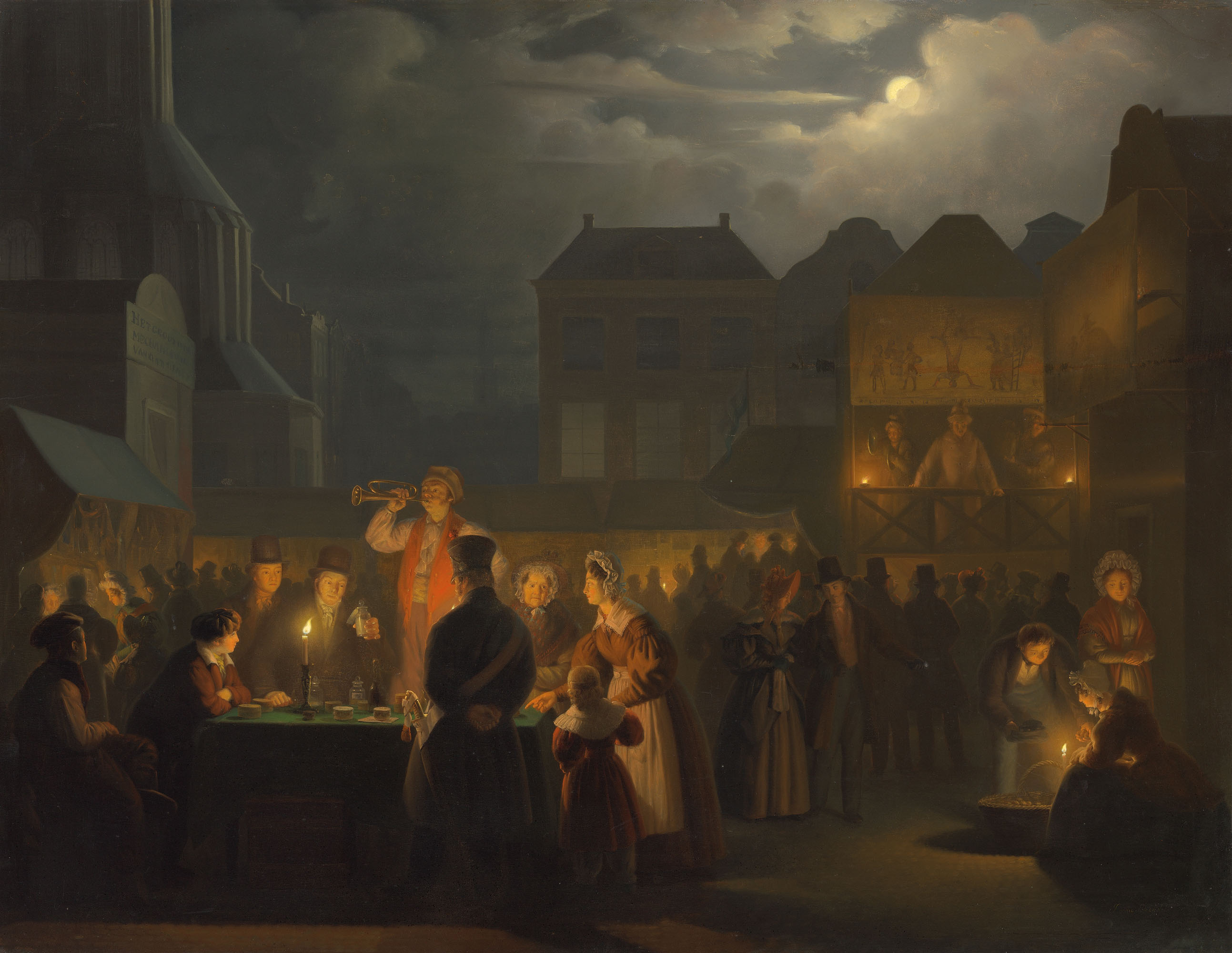
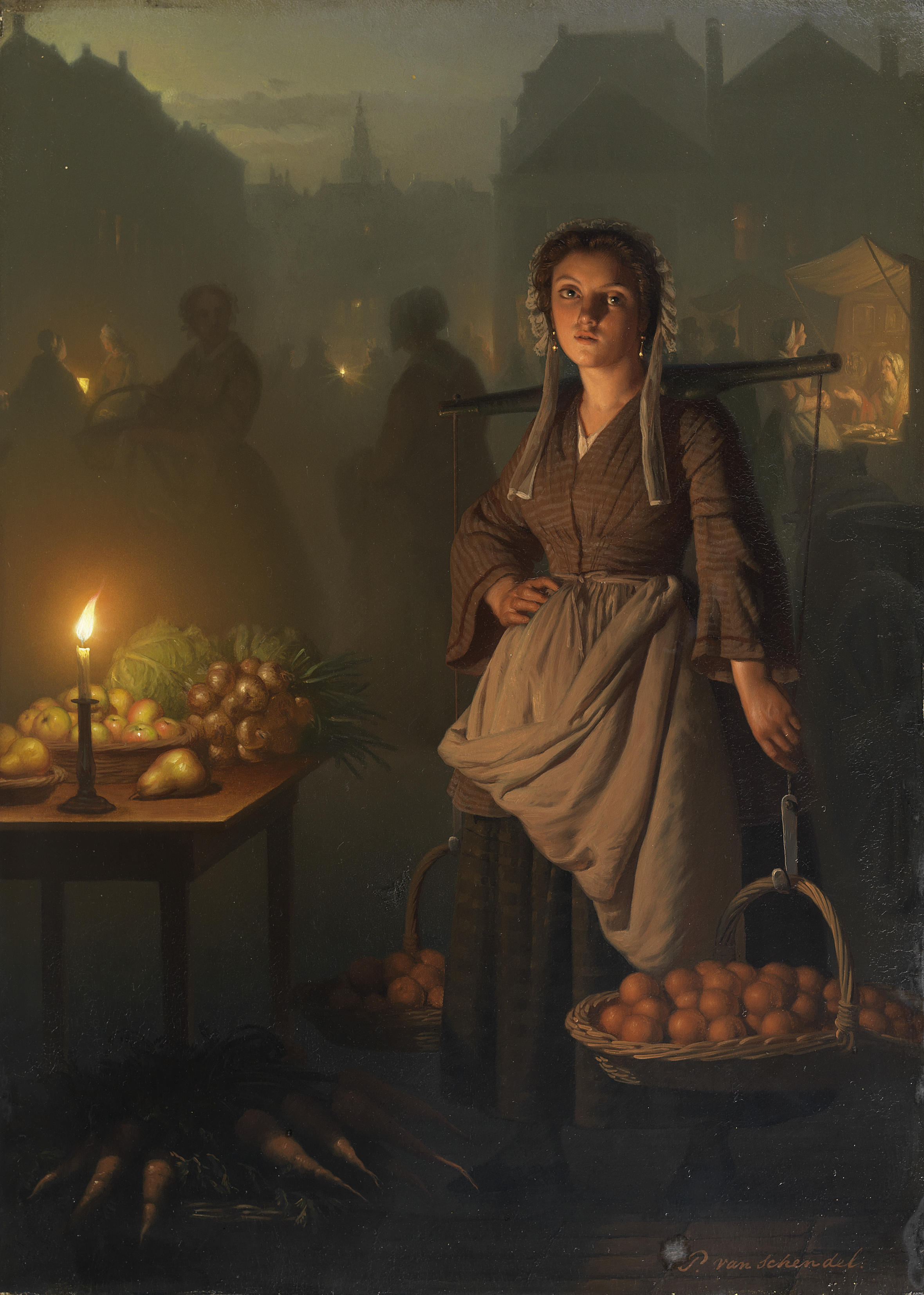
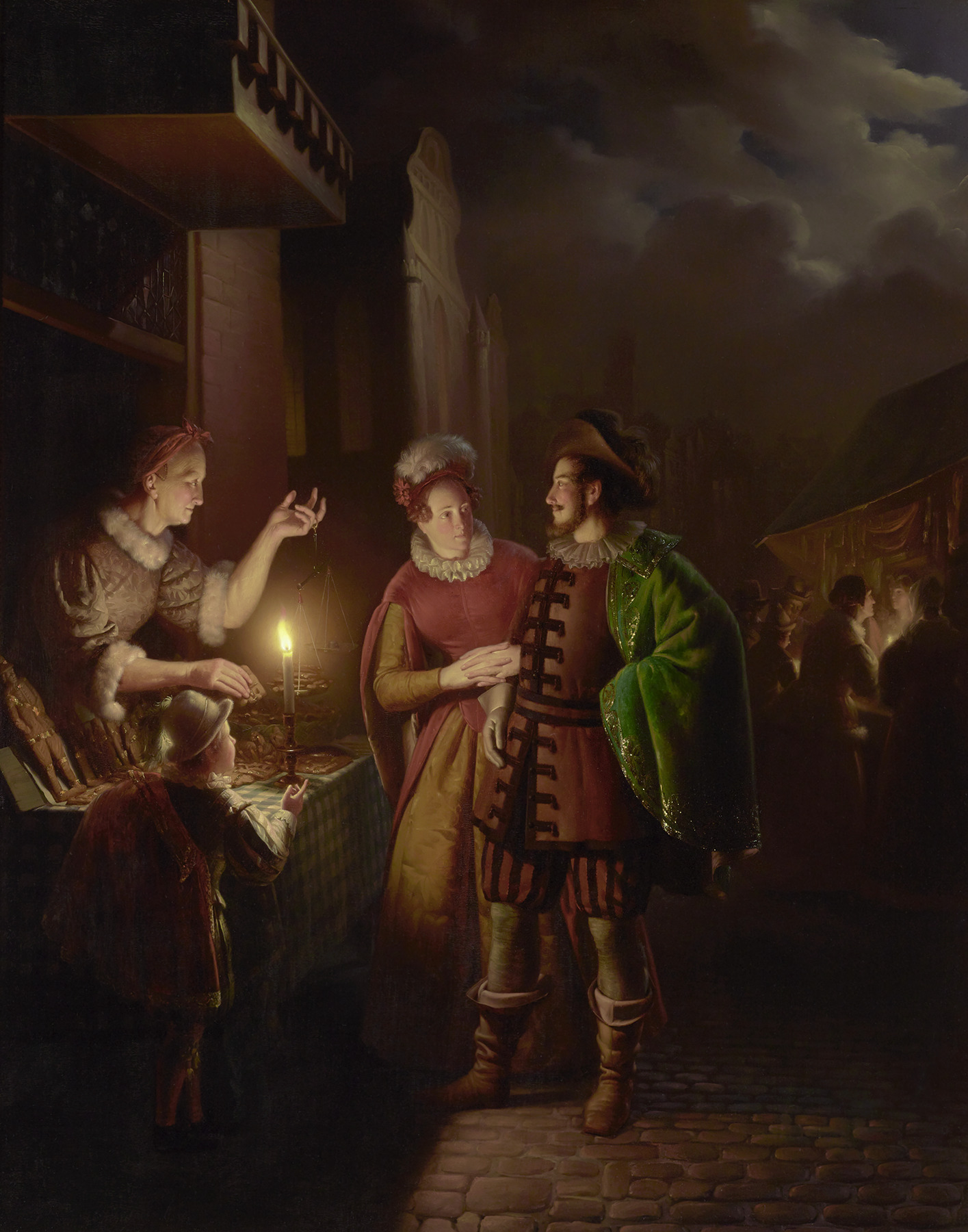
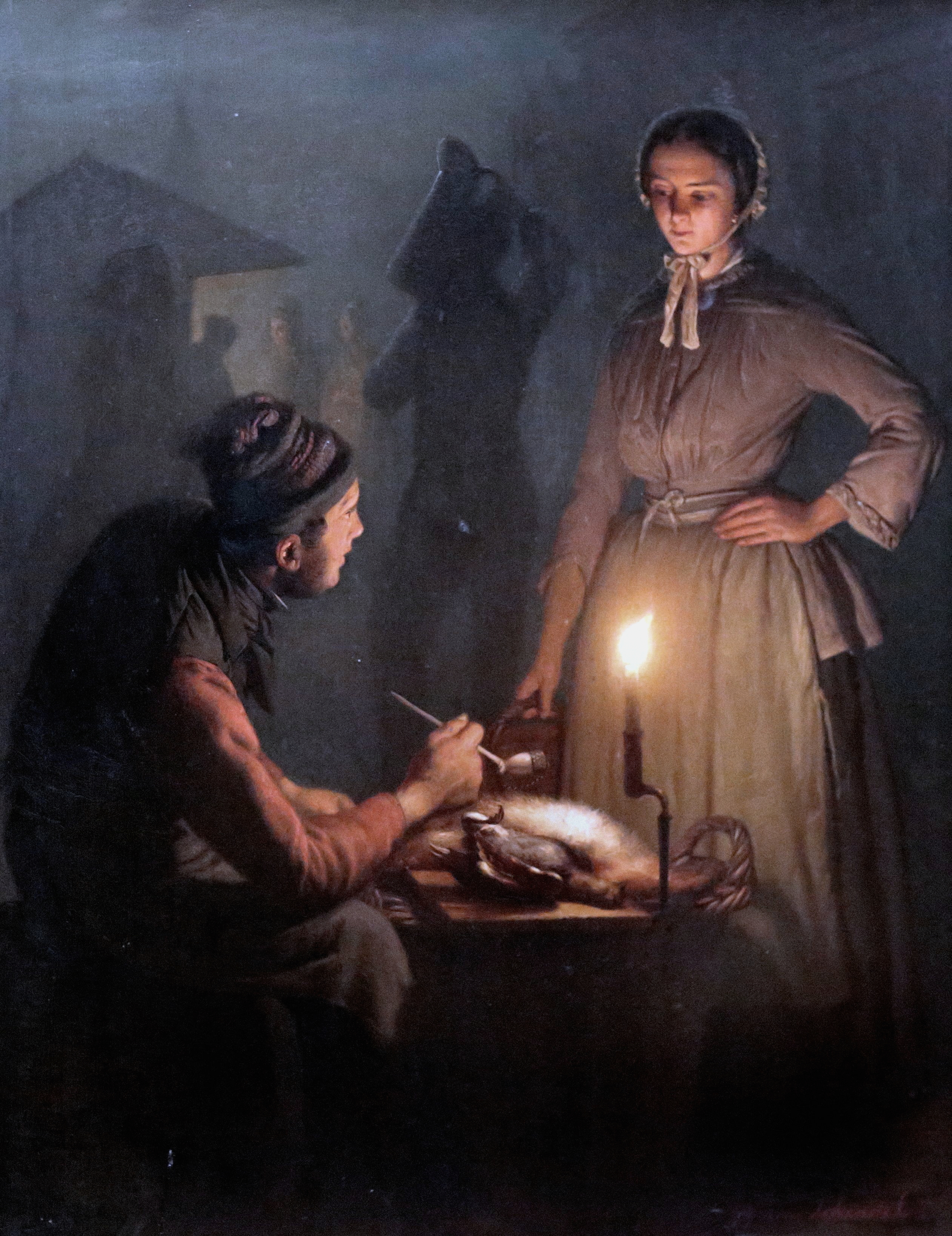
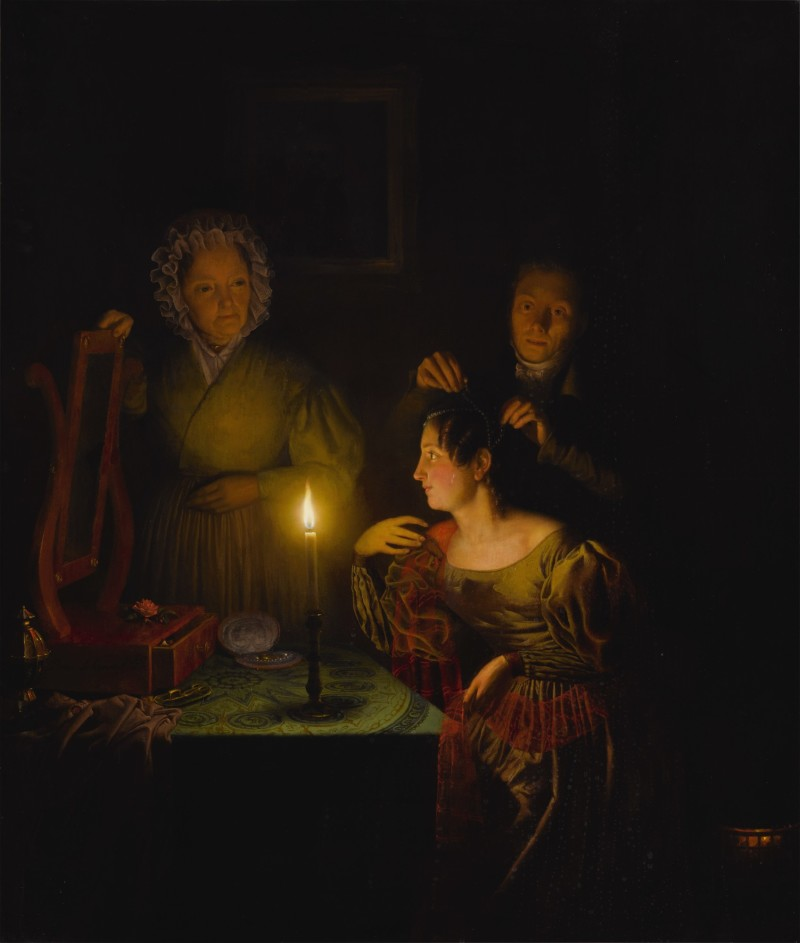
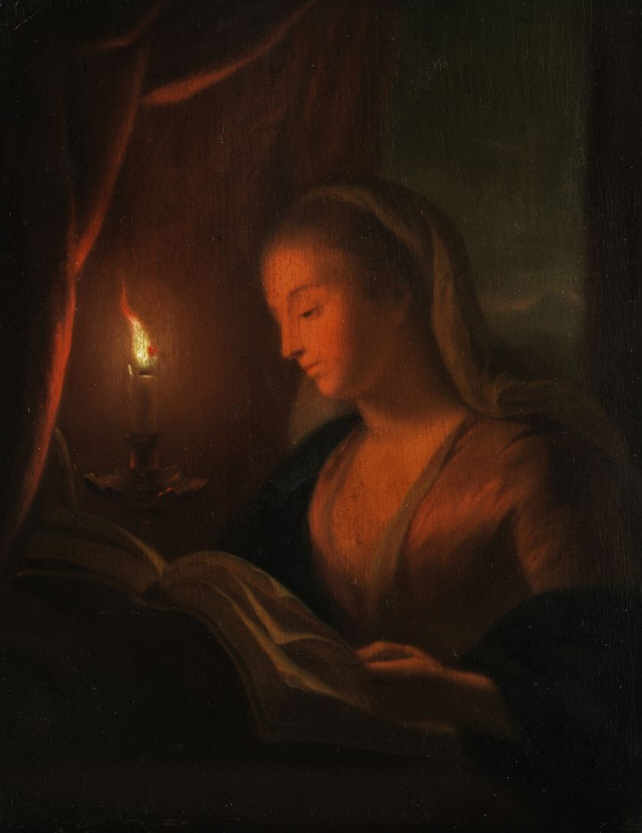
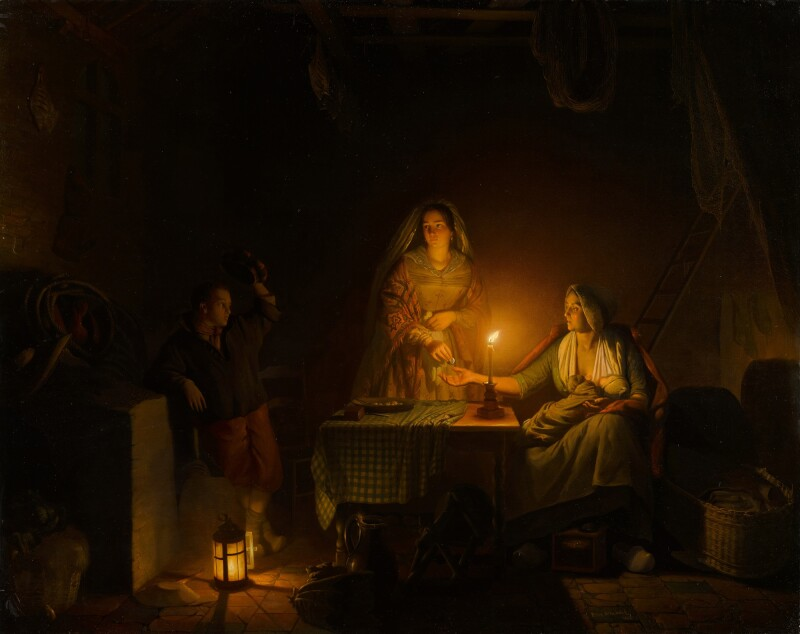
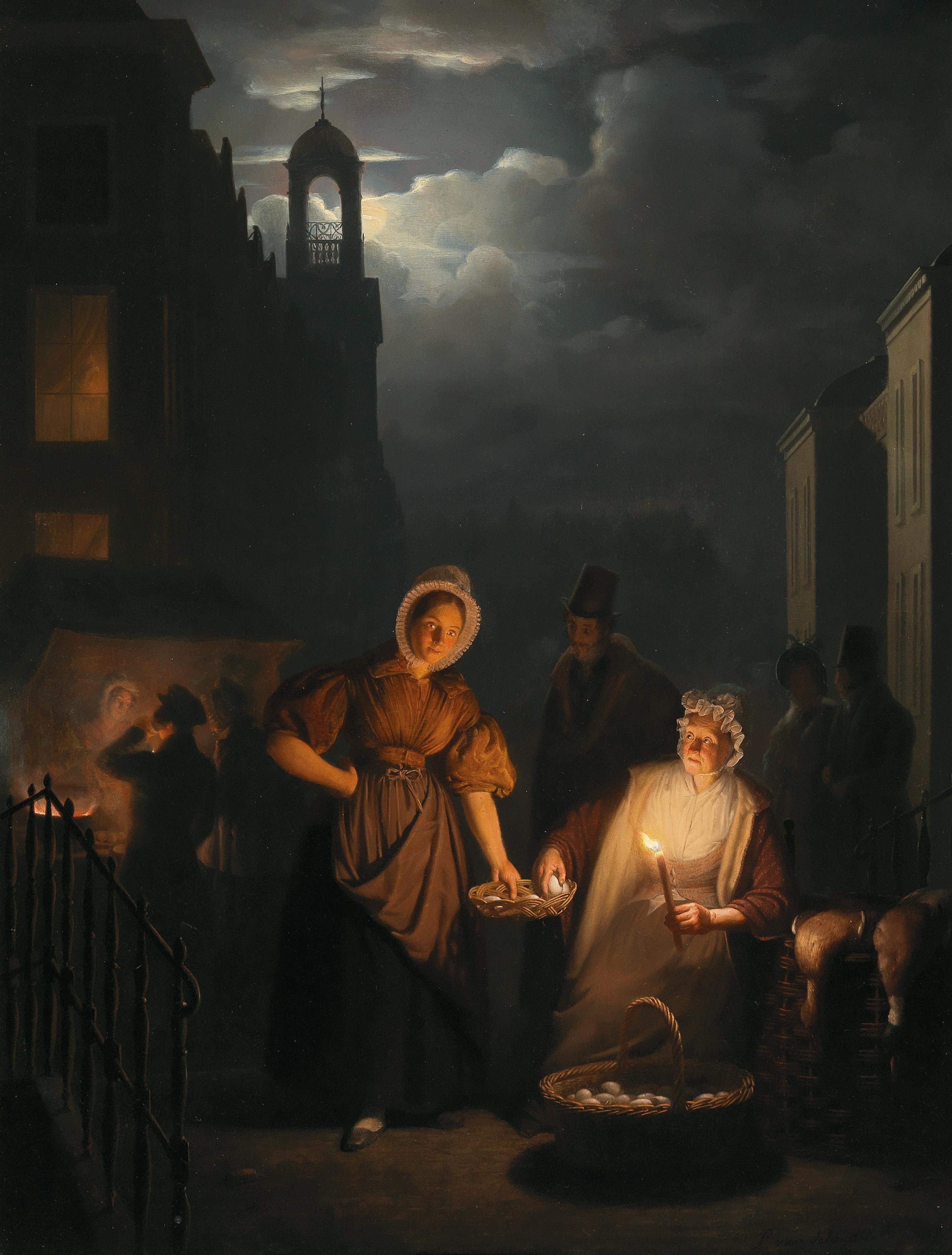
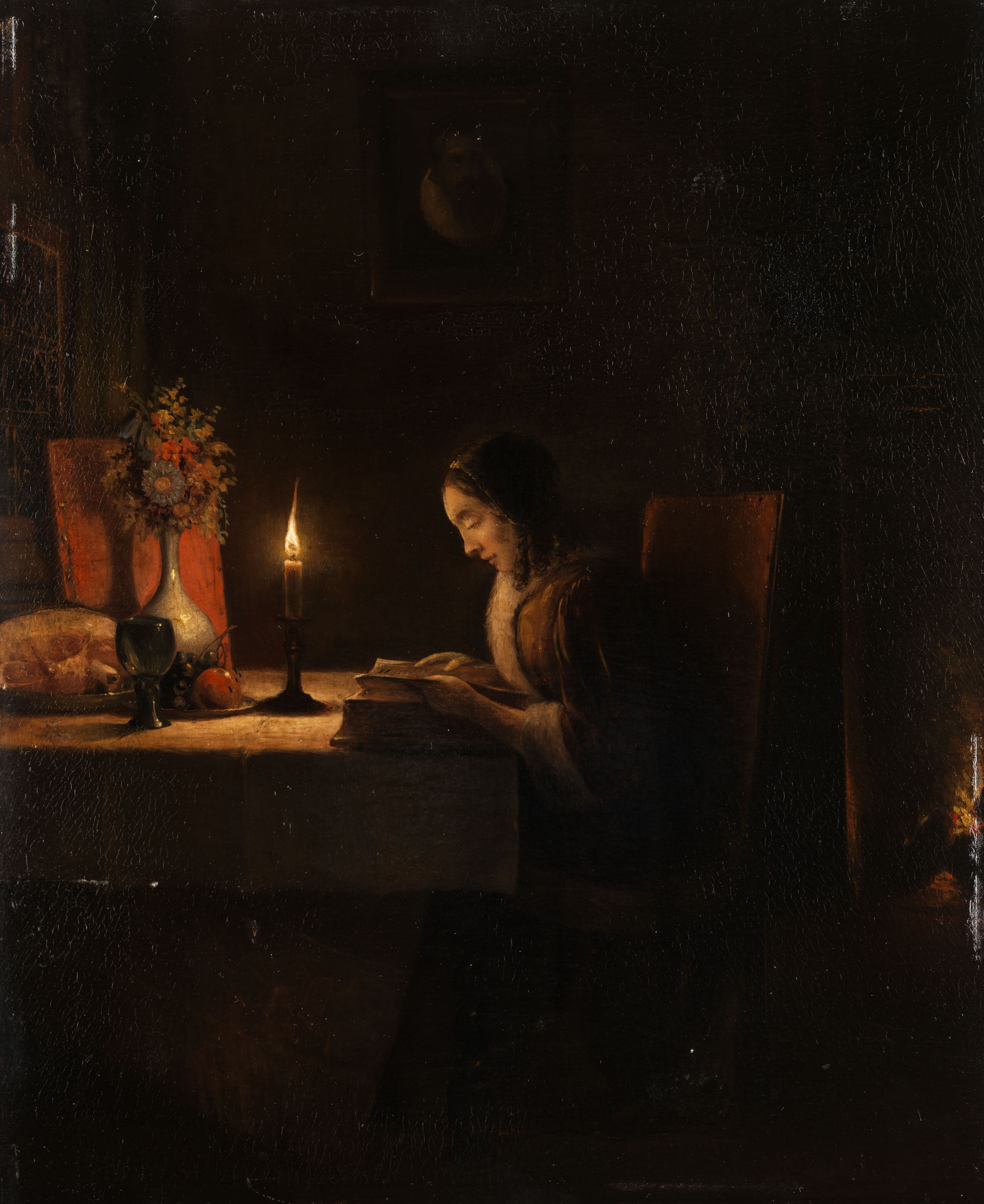
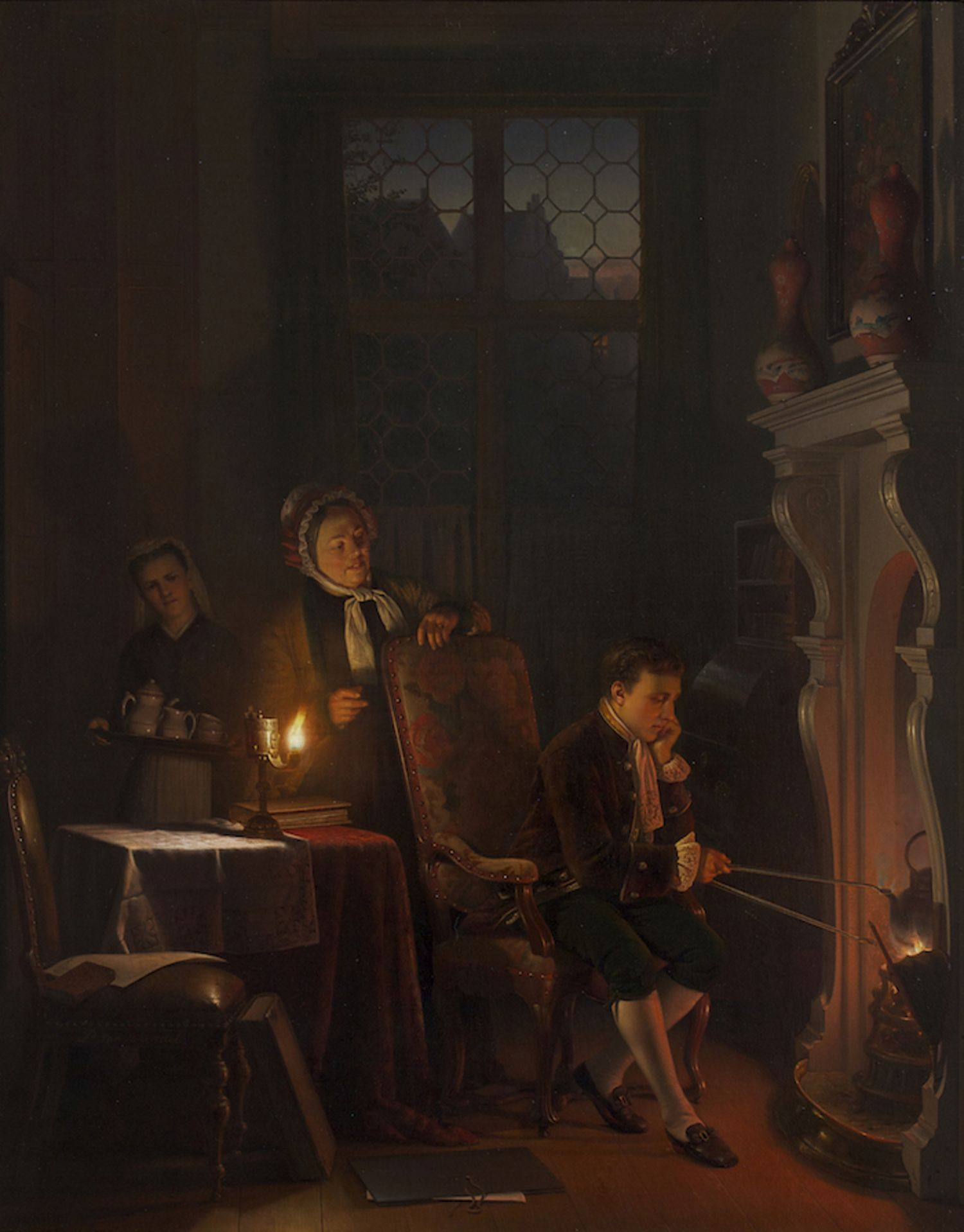
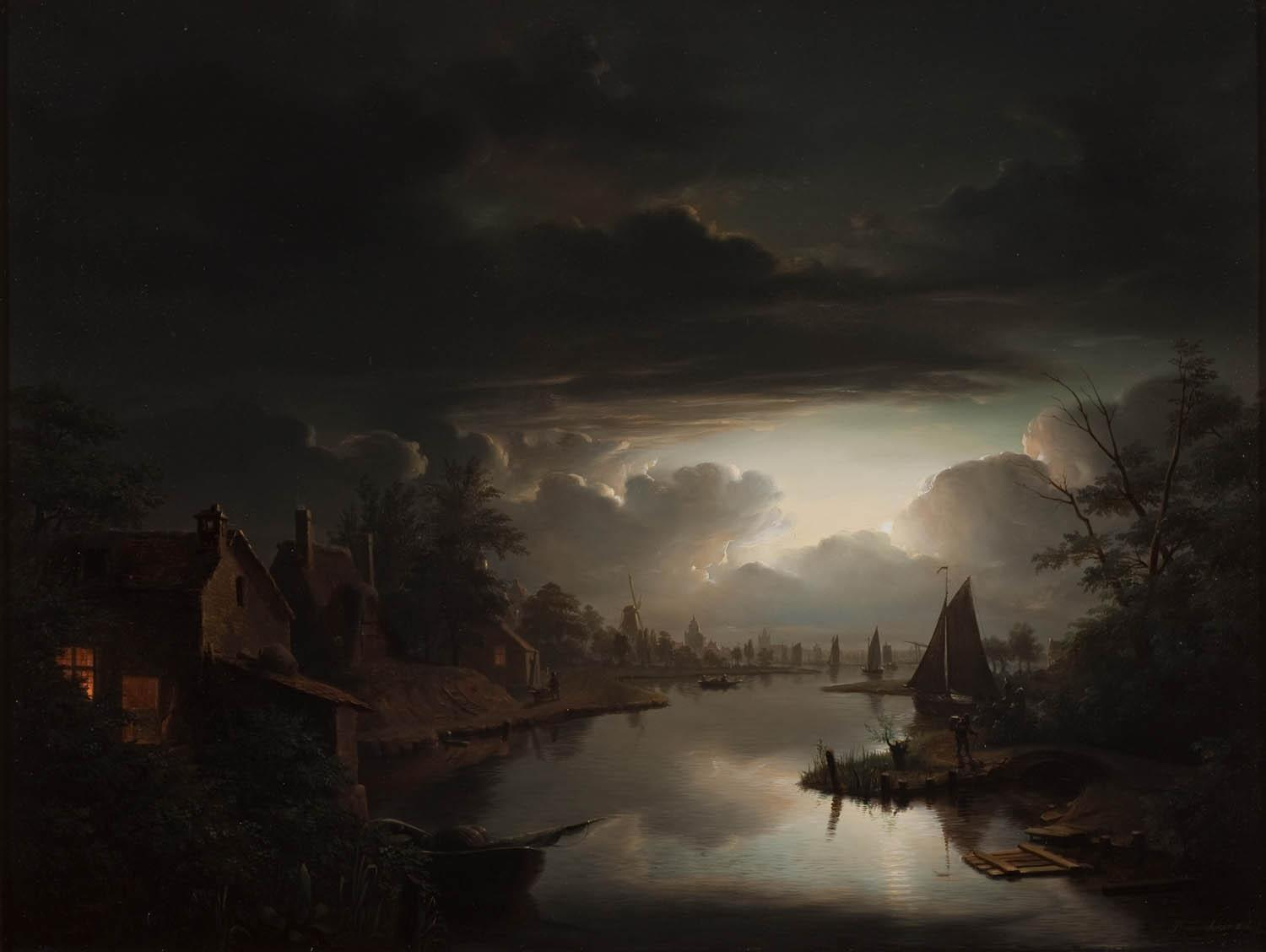